# 관방학
관방학(官房學, 독일어: Kameralwissenschaft) 또는 관방주의(독일어: Kameralismus, 영어: Cameralism)는 16세기 중엽부터 18세기 말까지 약 200여년에 걸친 절대주의 국가 시대에 독일 및 오스트리아에서 생겨난 행정학문의 갈래다.

## 발생 배경
관방학은 관방 관리에게 국가 통치에 필요한 행정적 기술 및 지식을 보급한다는 목적을 지닌 학문이었다. 당시 프로이센은 이웃 영국과 프랑스에 비해 절대군주국가로서의 발전이 지체되어 있었고, 중상주의 정책 집행을 위해 필요했던 경제적, 사회적 기반이 부족한 실정이었다. 따라서 국가적 차원에서 국내 자원을 개발하여 군주의 권력을 강화, 대외적 경쟁력을 확보할 필요성을 느끼게 되었고 그 결과물로 관방학이 발전하게 된다.

## 특징
관방학은 행복촉진주의적 복지국가 사상, 즉 "국민들의 모든 행복과 복지는 국가로부터 나온다."에 그 기초를 두고 있었다. 여기서 국가는 모든 사회경제적 향상을 위한 최고관리자요, 국민경제를 형성하는 존재라는 전제가 형성되었다. 국가경제 및 국가수지는 국민경제 번영을 목표로 관리되어야 하며, 군주의 관방재정을 늘리기 위해 모든 통치수단과 정책을 사용할 것을 주장하였다. 이를 위해 관방학은 정부의 공식 기구 및 기능을 명시하는 접근 방법을 사용하였고, 특히 정부 관료가 수행할 업무 및 그들이 지닐 행동 윤리에 중점을 두었다.

## 역사

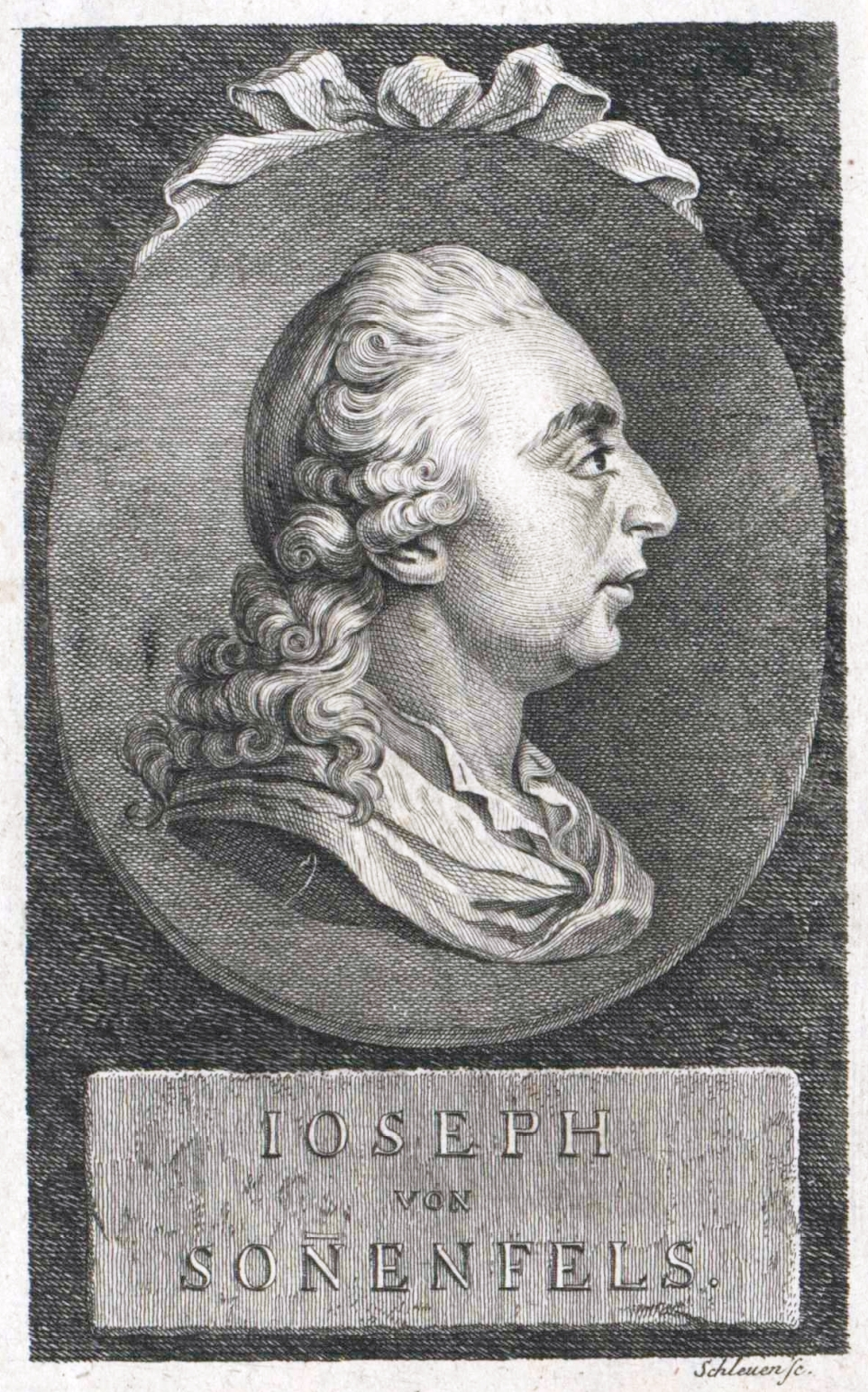
요세프 폰 존넨펠스는 18세기 후반을 대표하는 관방학자로 꼽힌다.

1727년 프리드리히 빌헬름 1세 시기에 관방학 강좌가 독일 내 대학들에 설치되었는데, 이 시기를 기점으로 관방학은 크게 전기관방학과 후기관방학으로 구별된다.

### 전기관방학
관방학은 절대군주제를 운영, 유지하는 데 필요한 지식들을 통합적으로 정리한 종합학문적 성격을 띠고 있었다. 따라서 행정, 재정, 예산, 경찰, 공예 등의 다양한 학문이 분화되지 않은 상태로 존재하였는데, 이 중 특히 재정 분야를 중시하였고 전기관방학은 재정학적 성격을 강하게 띠고 있었다. 이 시기 대표적인 학자로 푸펜돌프, 베허, 달예스 등이 있었다. 이들은 신학 또는 왕권신수설을 공공복지의 기초 사상으로 보았다. 이 당시는 아직 경찰학과 재정학이 분리되지 않고 융화된 상태였다.

### 후기관방학
1727년 당시 군주 프리드리히 빌헬름 1세는 할레 대학교와 프랑크푸르트 대학교에 관방학 강좌를 개설하였으며 이 때부터 후기관방학이 시작된 것으로 본다. 전기와 후기의 차이점은 다음과 같다. 예전 군주의 '특권'에 대한 지식 분야는 경찰학 개념으로 독립 분과화하였으며, 주영지특권 및 조세관리 분야는 농학, 임학, 광산학으로 분화되었다. 조세 분야 중 국민소득 부분은 국민경제학으로 독립 학문화되었다. 이 중 후기관방학을 경찰학이라고도 부르는데, 유스티가 1756년 《경찰학원리》를 통해 경찰학의 토대를 정립한 것으로 평가받는다. 유스티 외에 갓사, 디트마, 존넨펠스 등이 대표적인 학자였다. 이들은 전기와는 달리 공공복지 기초 사상을 자연법사상 또는 계몽사상(계몽전제주의)으로 정의했다.

## 의의
관방학은 서구 행정학의 역사에서 가장 먼저 언급된다. 그러나 정치와 행정을 구별하지 않았으며, 행정의 본질에 대한 언급이 없었다는 점에서 관방학을 현대적 행정학의 근원으로 보는 것에는 무리가 있다.

## 참고 문헌
- 최창호 (1999년 9월 5일). 《새 행정학》. 삼영사. 91쪽. ISBN 89-445-3504-3-93350 |isbn= 값 확인 필요: length (도움말).
- 이종수, 윤영진 외 (2005년 6월 1일). 《새 행정학》. 대영문화사. 114쪽. ISBN 89-7644-175-3.
- 신윤표 (1997년 4월 10일). 《행정학》. 박영사. 23~25쪽. ISBN 89-10-45113-0.

## 같이 보기
- 실학